# Bačice
Bačice (s předložkou 2. pád do Bačic, 6. pád v Bačicích, německy Batschitz) jsou obec ležící v okrese Třebíč v Kraji Vysočina, na jih od města Třebíč. Žije zde 199 obyvatel. Leží 18 kilometrů jihovýchodně od Třebíče, 47 kilometrů jihovýchodně od Jihlavy a 161 kilometrů jihovýchodně od Prahy.
Sousedními obcemi sídla jsou Radkovice u Hrotovic, Hrotovice, Litovany a Krhov.

## Části obce
- Bačice
- Udeřice

## Název
Na vesnici bylo přeneseno původní pojmenování jejích obyvatel Bačici odvozené od osobního jména Bak nebo Bač (což byly domácké zkratky některého jména začínajícího na Ba-). Význam místního jména byl "Bakovi/Bačovi lidé". Vývoj jména v písemných dokladech: Bachzicz (1310), Batschitz (1671), Batschitz a Bačice (1846), Batčice (1881).

## Geografie
Bačicemi prochází ze severu na jih silnice z Krhova do Radkovic u Hrotovic, z Bačice přes Udeřice vede západně silnice k silnici, jež severojižně spojuje Myslibořice a Radkovice u Hrotovic. Severně z Bačic vede silnice do Hrotovic. Severně z Udeřic vychází malá užitková silnice k samotě u Udeřic.
Valná část území obce je využívána zemědělsky, zalesněná je jen malá oblast v údolí Bačického potoka. U Udeřic je JZD. 
Západně od území obce pramení Bačický potok, mimo území obce protéká přes rybníky Hrušovec a Utopenec, následně teče východně přes nepojmenovaný rybník, následně se do nej vlévá nepojmenovaný potok a následně protéká přes zastavěné území obce a pak se těsně za hranicemi území obce vlévá do Myslibořického potoka. Jižní část hranic obce je částečně tvořena potokem Bříští.
V jihovýchodní části území obce se nachází nepojmenovaný vrchol o kótě 441 m, zbytek obce je prakticky rovina. 
Bačice spolu s ze západu přilehlou částí Udeřice se nachází na severním okraji území obce.

## Historie
Nejstarší doklady pravěkého osídlení Bačic pocházejí z neolitu a jsou to jednak kamenné nástroje, jednak keramika. V té se dochovaly fragmenty z období kultury s moravskou malovanou keramikou. Některé nálezy byly učiněny naproti bývalému kamenolomu a v trati ke Krhovu na sever od obce.
První písemná zmínka o Bačicích je z roku 1307, v tu dobu dal český král Jindřich hrad Bítov lénem Remuntovi z Lichtenberka, tak mu připadly i Bačice a Udeřice. Lichtemberkové posléze svým manům dávaly Bačice do dědičného držení. V roce 1310 byla ves zastavena oslavanskému klášteru, spolu s Udeřicemi a Radkovicemi. Ve 14. a 15. století majetky patřily několika vladykům, kteří užívali přídomek "z Bačic". Roku 1420 Bačice spadaly do majetku Šavela z Bačice, posléze Janu Jitkovi a Vavřincovi z Bačic. V roce 1497 oddělil král Vladislav Bačice od hradu Bítova a věnoval je Hankovi ze Zap. Následně je obratem prodal Janu Zelenému z Říčan, který byl vlastníkem krhovského panství a tak se staly Bačice součástí krhovského panství.
V roce 1643 prodal Jindřich Zahradecký krhovské panství i s Bačicemi, Udeřicemi, Račicemi, Oduncem, Zárubicemi a Litovanami Janu Arnoštovi ze Scharfenberku. Následně pak panství v Krhově získal Ondřej Roden z Hirzenau, tomuto rodu panství patřilo až do roku 1825. V roce 1826 majetek získal Hubert z Harnoncourtu a v roce 1845 pak Jiří Sina. Od roku 1882 je byl majitelem rakouský podnikatel Anton Dreher.
Od roku 1897 měly obce společnou dvoutřídní základní školu, kterou v té době navštěvovalo asi 80 žáků. Tato škola byla uzavřena 30. června 1999 pro nedostatek žáků. Ve staré pečeti obce Bačice bylo radlo a nad ním písmena A. R. Od roku 2003 je tento znak opět symbolem obce Bačice. Obec se skládá ze dvou částí, ty vystupují jako jedna od roku 1960. 31.12. roku 2021 bylo zdokumentováno že žije v obci 200 obyvatel, samotné Bačice mají 61 popisných čísel a 107 obyvatel, Udeřice 33 popisných čísel a 88 obyvatel.
Do roku 1849 patřily Bačice do hrotovického panství, od roku 1850 patřily do okresu Moravský Krumlov, pak mezi lety 1942 a 1945 do okresu Moravské Budějovice, pak opět od roku 1945 do okresu Moravské Budějovice a od roku 1960 do okresu Třebíč. Mezi lety 1850 a 1867 patřily Bačice pod Krhov a mezi lety 1980–1990 byla obec začleněna pod Hrotovice, následně se obec osamostatnila.

## Obyvatelstvo
| Rok            | 1869 | 1880 | 1890 | 1900 | 1910 | 1921 | 1930 | 1950 | 1961 | 1970 | 1980 | 1991 | 2001 | 2011 | 2021 |
| -------------- | ---- | ---- | ---- | ---- | ---- | ---- | ---- | ---- | ---- | ---- | ---- | ---- | ---- | ---- | ---- |
| Počet obyvatel | 370  | 364  | 353  | 350  | 353  | 366  | 384  | 343  | 346  | 301  | 276  | 231  | 202  | 194  | 197  |
| Počet domů     | 53   | 61   | 61   | 63   | 66   | 67   | 79   | 91   | 85   | 79   | 76   | 79   | 82   | 87   | 84   |

## Osobnosti
- Ladislav Loupal (1888–1972), legionář a voják

## Znak a vlajka
Právo užívat znak a vlajku bylo obci uděleno rozhodnutím Poslanecké sněmovny Parlamentu České republiky dne 18. března 2003. V modrém štítě znaku se nachází vztyčená, doleva obrácená zlatá radlice provázená dvěma stříbrnými čtyřlistými květy se zlatými středy na prohnutých stříbrných stoncích. Vlajku tvoří tři vodorovné pruhy, modrý, žlutý a modrý. V horním a dolním rohu po jednom bílém čtyřlistém květu se žlutým středem. Poměr šířky k délce listu je 2:3.

## Politika
V letech 2006–2010 působil jako starosta Jiří Salák, od roku 2010 tuto funkci zastává Bohumír Hutař.

### Volby do Poslanecké sněmovny
|       | 2006                | 2010                | 2013                | 2017                | 2021                |
| ----- | ------------------- | ------------------- | ------------------- | ------------------- | ------------------- |
| 1.    | KSČM (39,82 %)      | KSČM (37,5 %)       | KSČM (43,8 %)       | ANO (31,73 %)       | ANO (27,58 %)       |
| 2.    | ČSSD (29,2 %)       | ČSSD (23,07 %)      | ČSSD (16,19 %)      | KSČM (22,11 %)      | SPOLU (25,86 %)     |
| 3.    | ODS (15,04 %)       | TOP 09 (8,65 %)     | ANO 2011 (15,23 %)  | SPD (13,46 %)       | KSČM (12,93 %)      |
| účast | 68,48 % (113 z 165) | 66,04 % (105 z 159) | 64,02 % (105 z 164) | 63,03 % (104 z 165) | 70,73 % (116 z 164) |

### Volby do krajského zastupitelstva
|      | 1.                | 2.                    | 3.                       | účast              |
| ---- | ----------------- | --------------------- | ------------------------ | ------------------ |
| 2000 | KSČM (47,72 %)    | 4KOALICE (17,04 %)    | SNK (13,63 %)            | 50,57 % (88 z 174) |
| 2004 | KSČM (53,84 %)    | KDU-ČSL (20 %)        | ČSSD (7,69 %)            | 40,99 % (66 z 161) |
| 2008 | KSČM (42,46 %)    | ČSSD (30,13 %)        | KDU-ČSL (10,95 %)        | 43,98 % (73 z 166) |
| 2012 | KSČM (49,33 %)    | ČSSD (16,0 %)         | KDU-ČSL (16,0 %)         | 46,67 % (76 z 165) |
| 2016 | KSČM (31,94 %)    | ANO 2011 (20,83 %)    | STAN+SNK ED (9,72 %)     | 43,11 % (72 z 167) |
| 2020 | KDU-ČSL (21,53 %) | STAN+SNK ED (18,46 %) | ANO (18,46 %)            | 39,39 % (65 z 165) |
| 2024 | ANO (46,15 %)     | STAN+SNK ED (18,46 %) | ČSNS+KSČM+ČSSD (15,38 %) | 39,16 % (65 z 166) |

### Prezidentské volby
V prvním kole prezidentských voleb v roce 2013 první místo obsadil Miloš Zeman (41 hlasů), druhé místo obsadil Jan Fischer (17 hlasů) a třetí místo obsadil Jiří Dienstbier (12 hlasů). Volební účast byla 65,24 %, tj. 107 ze 164 oprávněných voličů. V druhém kole prezidentských voleb v roce 2013 první místo obsadil Miloš Zeman (85 hlasů) a druhé místo obsadil Karel Schwarzenberg (30 hlasů). Volební účast byla 70,12 %, tj. 115 ze 164 oprávněných voličů.
V prvním kole prezidentských voleb v roce 2018 první místo obsadil Miloš Zeman (53 hlasů), druhé místo obsadil Jiří Drahoš (24 hlasů) a třetí místo obsadil Marek Hilšer (8 hlasů). Volební účast byla 61,59 %, tj. 101 ze 164 oprávněných voličů. V druhém kole prezidentských voleb v roce 2018 první místo obsadil Miloš Zeman (84 hlasů) a druhé místo obsadil Jiří Drahoš (28 hlasů). Volební účast byla 68,90 %, tj. 113 ze 164 oprávněných voličů.
V prvním kole prezidentských voleb v roce 2023 první místo obsadil Andrej Babiš (53 hlasů), druhé místo obsadil Petr Pavel (32 hlasů) a třetí místo obsadila Danuše Nerudová (21 hlasů). Volební účast byla 76,05 %, tj. 127 ze 167 oprávněných voličů. V druhém kole prezidentských voleb v roce 2023 první místo obsadil Andrej Babiš (71 hlasů) a druhé místo obsadil Petr Pavel (53 hlasů). Volební účast byla 74,40 %, tj. 125 ze 168 oprávněných voličů.

## Pamětihodnosti
- Kaple svatého Floriána – v barokním stylu, na návsi
- Kaple svatého Jana Nepomuckého na návsi
- Kaple svatého Antonína v Udeřicích
- Boží muka z roku 1945
- Kamenný kříž při výjezdu z obce směrem na Radkovice
- Železný kříž u silnice směrem na Krhov
- Pomník padlým v první světové válce na návsi
- Pomník obětem v druhé světové válce z roku 1970
- Pamětní deska na hasičské zbrojnici připomínající umučené občany za druhé světové války